# ألويسيوس شميت
ألويسيوس شميت (بالإنجليزية: Aloysius Schmitt)‏ هو ضابط أمريكي، ولد في 4 ديسمبر 1909 في سانت لوكاس في الولايات المتحدة، وتوفي في 7 ديسمبر 1941.